# Pieve di San Lorenzo a Miransù
La pieve di San Lorenzo a Miransù un luogo di culto cattolico situato nel comune di Rignano sull'Arno.

## Storia
Oggi isolata tra i boschi delle colline rignanesi, tra il Masso Tondo ed il Poggio di Moriano, la pieve detta «a Castellonchio» forse perché in un primo tempo sorse presso il castello omonimo, viene ricordata tra i beni donati nel 1066 dalla badessa Gisla del Monastero di Rosano al Monastero di San Pier Maggiore di Firenze. Più tardi compare  in un documento fra le pievi confermate da Papa Pasquale II al vescovo di Fiesole nel 1103. Proprio i signori del castello di Castellonchio, la famiglia dei Da Quona ebbero il primo patronato sulla chiesa, famiglia poi divenuta Zanchini. 
In epoca rinascimentale la chiesa fu ristrutturata, dotata di due altari laterali oltre al preesistente altare maggiore, ed infine il patronato passò al Cardinale Giovanni de' Medici, futuro Papa Leone X. Nella prima metà dell'Ottocento la canonica subì un incendio che danneggiò anche la chiesa, che fu poi restaurata nel 1886, come indica l'iscrizione sopra il portale in cui si legge "REPARAVIT ATQUE DECORAVIT M.P.P. / A.D. MDCCCLXXXVI" e la lapide all'interno che ricorda il parroco che fece eseguire i lavori, Migliorotto Pianigiani.

## Descrizione
La pieve è databile nel periodo del romanico maturo, tra la fine dell'XI e la prima metà del XII secolo, anche per l'accuratezza costruttiva del bel paramento in alberese e per la regolare forma basilicale conclusa da un'abside semicircolare decorata esternamente da un motivo a dentelli. In facciata il portale e l'occhio soprastante sono da riferire al restauro degli anni Cinquanta del XX secolo. Sopra di essi è lo stemma della famiglia Zanchini da Castiglionchio. 
L'interno, coperto con travature lignee, è diviso in tre navate da quattro valichi poggianti su pilastri quadrangolari, concluso da un'abside, il cui arco di imposta è realizzato in serpentino, una delle poche concessioni decorative dell'interno. La chiesa è stata restaurata eliminando l'intonaco moderno e ritrovando la quota originale del pavimento. In chiesa è la Crocifissione e Santi di Neri di Bicci, del 1460 circa, acquistata dalla Compagnia dei Disciplinati prima del 1671.

## Antico piviere di Miransù

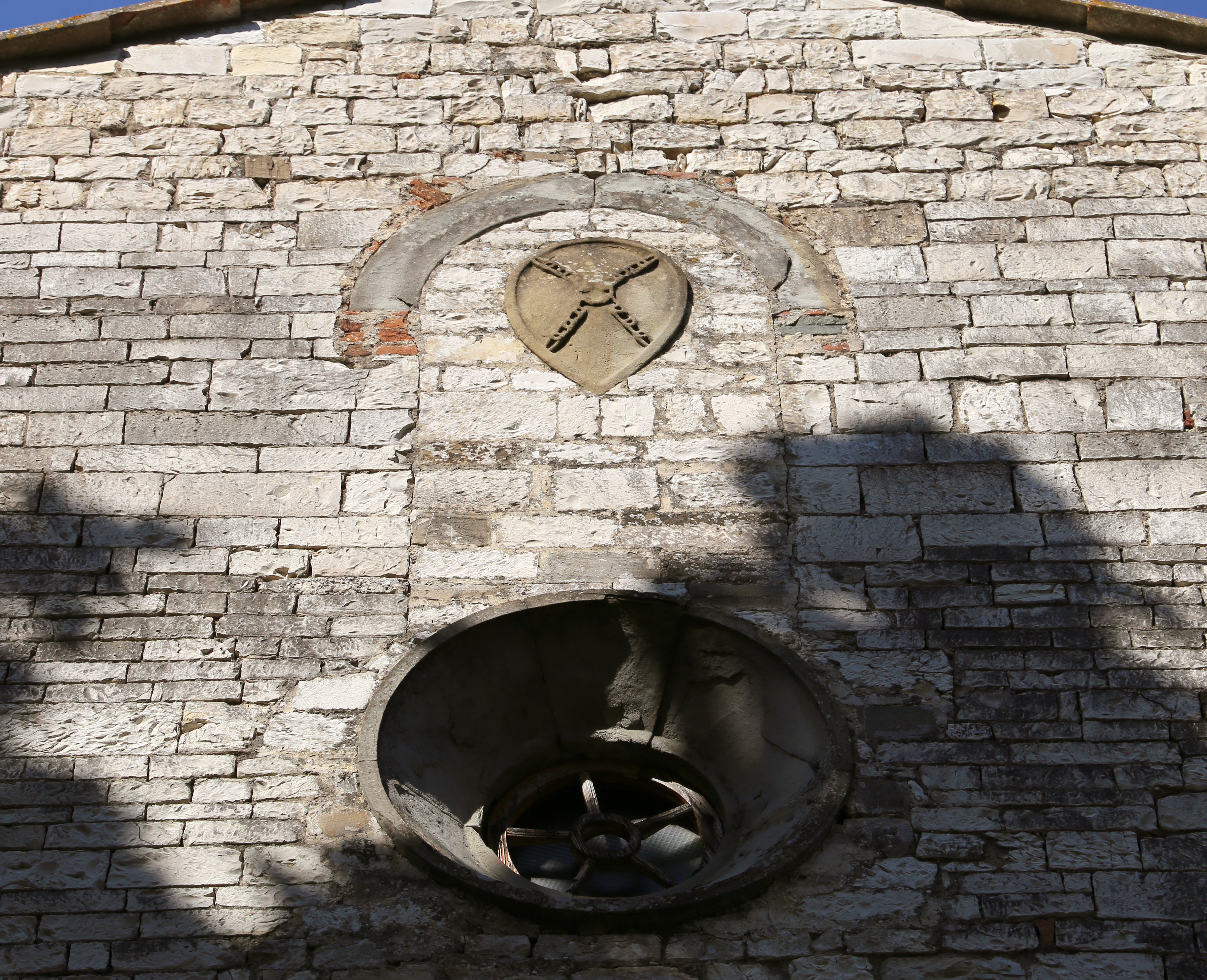
Stemma della famiglia Zanchini da Castiglionchio sulla facciata.

L'antico piviere di San Lorenzo a Miransù si estendeva nella parte settentrionale dell'attuale territorio comunale e comprendeva la  chiesa di San Michele a Volognano, quella di San Martino a Prugnano, quella di Santo Stefano alle Corti, esistente ma non più officiata, la chiesa di Santa Maria a Castiglionchio, il monastero di Santa Maria a Rosano ed il monastero di Santa Maria a Casignano, oggi scomparso.